# Норт-Пемброк (Массачусетс)
Норт-Пемброк (англ. North Pembroke) — переписна місцевість (CDP) в США, в окрузі Плімут штату Массачусетс. Населення — 3490 осіб (2020).

## Географія
Норт-Пемброк розташований за координатами 42°5′52″ пн. ш. 70°47′0″ зх. д. / 42.09778° пн. ш. 70.78333° зх. д. (42.097738, -70.783273).  За даними Бюро перепису населення США в 2010 році переписна місцевість мала площу 11,48 км², з яких 11,48 км² — суходіл та 0,00 км² — водойми.

## Демографія
Згідно з переписом 2010 року, у переписній місцевості мешкали 3292 особи в 1205 домогосподарствах у складі 876 родин. Густота населення становила 287 осіб/км².  Було 1241 помешкання (108/км²).
Расовий склад населення:
| - 94,9 % — білих - 1,9 % — азіатів - 0,7 % — чорних або афроамериканців - 0,2 % — корінних американців |

До двох чи більше рас належало 1,7 %. Частка іспаномовних становила 1,2 % від усіх жителів.
За віковим діапазоном населення розподілялося таким чином: 25,5 % — особи молодші 18 років, 63,4 % — особи у віці 18—64 років, 11,1 % — особи у віці 65 років та старші. Медіана віку мешканця становила 39,7 року. На 100 осіб жіночої статі у переписній місцевості припадало 94,9 чоловіків;  на 100 жінок у віці від 18 років та старших — 91,9 чоловіків також старших 18 років.
Середній дохід на одне домашнє господарство  становив 106 686 доларів США (медіана — 84 534), а середній дохід на одну сім'ю — 114 216 доларів (медіана — 82 479). Медіана доходів становила 48 750 доларів для чоловіків та 52 900 доларів для жінок. За межею бідності перебувало 4,4 % осіб, у тому числі 0,0 % дітей у віці до 18 років та 16,3 % осіб у віці 65 років та старших.
Цивільне працевлаштоване населення становило 1734 особи. Основні галузі зайнятості: освіта, охорона здоров'я та соціальна допомога — 23,6 %, роздрібна торгівля — 15,3 %, будівництво — 11,5 %, науковці, спеціалісти, менеджери — 9,5 %.